# Arroyo de la Cigüeñuela
El arroyo de la Cigüeñuela o de la Trocha es un curso de agua del interior de la península ibérica, afluente del río Lozoya. Discurre por la provincia española de Madrid.

## Descripción
Discurre por el norte de la Comunidad de Madrid. El arroyo, que nace en los alrededores de Braojos de la Sierra, desemboca en el río Lozoya en el término municipal de Buitrago del Lozoya. Aparece descrito en el decimosexto volumen del Diccionario geográfico-estadístico-histórico de España y sus posesiones de Ultramar de Pascual Madoz de la siguiente manera:

ZIGUÑUELA: riach. en la prov. de Madrid, part. jud. de Torrelaguna: nace en las inmediaciones del pueblo de Braojos, y despues de 1 1/2 leg. de marcha entre cerros, desemboca en el Lozoya en térm. de Buitrago. Durante su curso mueve 3 molinos harineros, y pasa por un puente llamado Burguillos.
(Madoz, 1850, p. 667)

Las aguas del río, perteneciente a la cuenca hidrográfica del Tajo, terminan vertidas en el océano Atlántico.